# Christus de Verlosserkathedraal (Borki)
De Kathedraal van Christus de Verlosser (Russisch: Храм Христа Спасителя) was een Russisch-orthodoxe kerk in Borki, een dorp in de Oekraïense provincie Charkov.

## Geschiedenis
Op 29 oktober 1888 ontspoorde op de plaats een trein waarin de keizerlijke familie van Rusland zich bevond. Alhoewel er veel gewonden en doden te betreuren waren, raakte als door een wonder niemand van de keizerlijke familie gewond. In Rusland werd de redding van de keizerlijke familie als een oordeel van God uitgelegd over de legitimatie van de heerschappij van de tsaar over het land. Om uitdrukking te geven aan de dankbaarheid voor de redding werden maar liefst 120 kerken gebouwd.
De kerk werd ontworpen door de architect Robert Robertovitsj Marfeld (1852-1921). De wijding van de kerk werd bijgewoond door o.a. keizerin-gemalin Maria Fjodorovna en tsarevitsj Nicolaas. Het gebouw, opgetrokken in Russisch-Byzantijnse stijl, werd aan drie zijden omgeven door een overdekte galerij en bekroond met een hoge, grote vergulde koepel. Er was plaats voor 1.400 gelovigen. De kerk stond model voor veel andere kerken, waaronder de Kerk van de Driekoningen te Sint-Peterburg en de Kathedraal van de Heilige Wijsheid van God te Harbin.

## Vernietiging
Na de oktoberrevolutie werd de kerk gesloten en veranderd in een opslagplaats voor giftige stoffen. In de oorlog trof een brand de kerk waarbij de vergulde koepel werd vernietigd. Aan het einde van de oorlog werd de kerk uiteindelijk opgeblazen. Enkele mozaïeken hebben de vernietiging overleefd. Op 60 meter afstand van de plek van de kathedraal staat tegenwoordig nog een, in het begin van de jaren 2000 gerestaureerde, kapel.